# Articulation sterno-costale
Les articulations sterno-costales (ou articulations chondrosternales) sont les articulations entre les cartilages costaux des vraies côtes et le sternum.

## Description
Le premier cartilage s'articule avec le manubrium sternal.
Le deuxième cartilage s'articule avec le manubrium et le corps du sternum.
Du troisième au sixième cartilage, l'articulation se fait avec le corps du sternum.
Le septième cartilage s'articule avec le processus xiphoïde.

### Type articulaire
La première articulation forme la synchondrose sterno-costale de la première côte.
Les autres articulations sont de type synoviales.
Entre l'extrémité médiale des cartilages costaux et le fond des incisures costales du sternum, les ligaments sterno-costaux intra-articulaires subdivise chaque articulation en deux compartiments synoviaux.
Entre la face antérieure du septième cartilage s'étend un ensemble de faisceaux fibreux qui constituent le ligament costo-xiphoïdien.

## Aspect clinique
L'intégrité des articulations sterno-costales est importantes pour une bonne mobilité thoracique.
Une ossification des articulations sterno-costales peut survenir et entraîner une ankylose thoracique.